# Obetia aldabrensis
Obetia aldabrensis är en nässelväxtart som beskrevs av I. Friis. Obetia aldabrensis ingår i släktet Obetia och familjen nässelväxter. Inga underarter finns listade i Catalogue of Life.